# Bat 21
Bat 21 – amerykański film wojenny z 1988 roku na podstawie powieści William C. Andersona.

## Główne role
- Gene Hackman – podpułkownik Iceal Hambleton
- Danny Glover – kapitan Bartholomew Clark
- Jerry Reed – pułkownik George Walker
- David Marshall Grant – Ross Carver
- Clayton Rohner – sierżant Harley Rumbaugh
- Erich Anderson – major Jake Scott